# Puente de Piedra (Zamora)
El Puente de Piedra  de Zamora (denominado también Puente Nuevo de Zamora en la Edad Media) es uno de los cinco puentes que atraviesan el río Duero a su paso por la capital de la provincia homónima (Castilla y León, España).
Durante siglos fue el único paso del río en la ciudad, comunicando los barrios del arrabal con el centro histórico de la ciudad. En la actualidad es una vía de enlace entre la Avenida de Vigo (margen derecho) y la Plaza de Belén (margen izquierdo). Por su situación en la Vía de la Plata, fue un importante lugar de paso del río Duero para personas, mercancías y rebaños trashumantes. Fue terminado de construir a comienzos del siglo XIII y reformado posteriormente en varias ocasiones. Es, en la actualidad, uno de los símbolos más representativos de la ciudad.
En intervenciones realizadas a comienzos del siglo XX se modificaron radicalmente muchos elementos ornamentales del puente, se eliminaron las dos torres existentes a ambos lados de la entrada del puente, con el objeto de hacerlo más accesible al creciente tráfico rodado. Gran parte de los adornos y ornamentos del puente desaparecieron en esta profunda reforma. Solo queda del material pétreo original: las bóvedas de los arcos mayores y las pilas, aunque éstas fueron retocadas a conciencia. El puente es parte de la ruta jacobea de la plata. Históricamente es parte de la calzada romana denominada Iter ab Emerita Asturicam del Itinerario de Antonio. La apertura en 2013 del denominado puente de los Poetas hizo que se convirtiera en puente peatonal.  

## Historia
En los inicios urbanísticos de la ciudad de Zamora el río se podía cruzar en el vado de Don García debido a su escasa profundidad, este vado se enontraba ubicado a la altura de ermita de Nuestra Señora de la Peña de Francia. Los recintos amurallados de la ciudad se han reforzado siempre en este punto precisamente para evitar y proteger el acceso por este punto. La denominación medieval de Nuevo que figura como calificativo desde sus inicios puede provenir de la existencia de otro puente romano cuyos restos aún hoy en día son apreciables en el río Duero. Existen inscripciones talladas en las zudas de Olivares en las que se menciona su ubicación relativa respecto al puente viejo, mediante: sub veteri ponte. El puente viejo, no obstante, es protagonista del milagro de San Atilano, primer obispo de la diócesis de Zamora.  

### El puente romano anterior

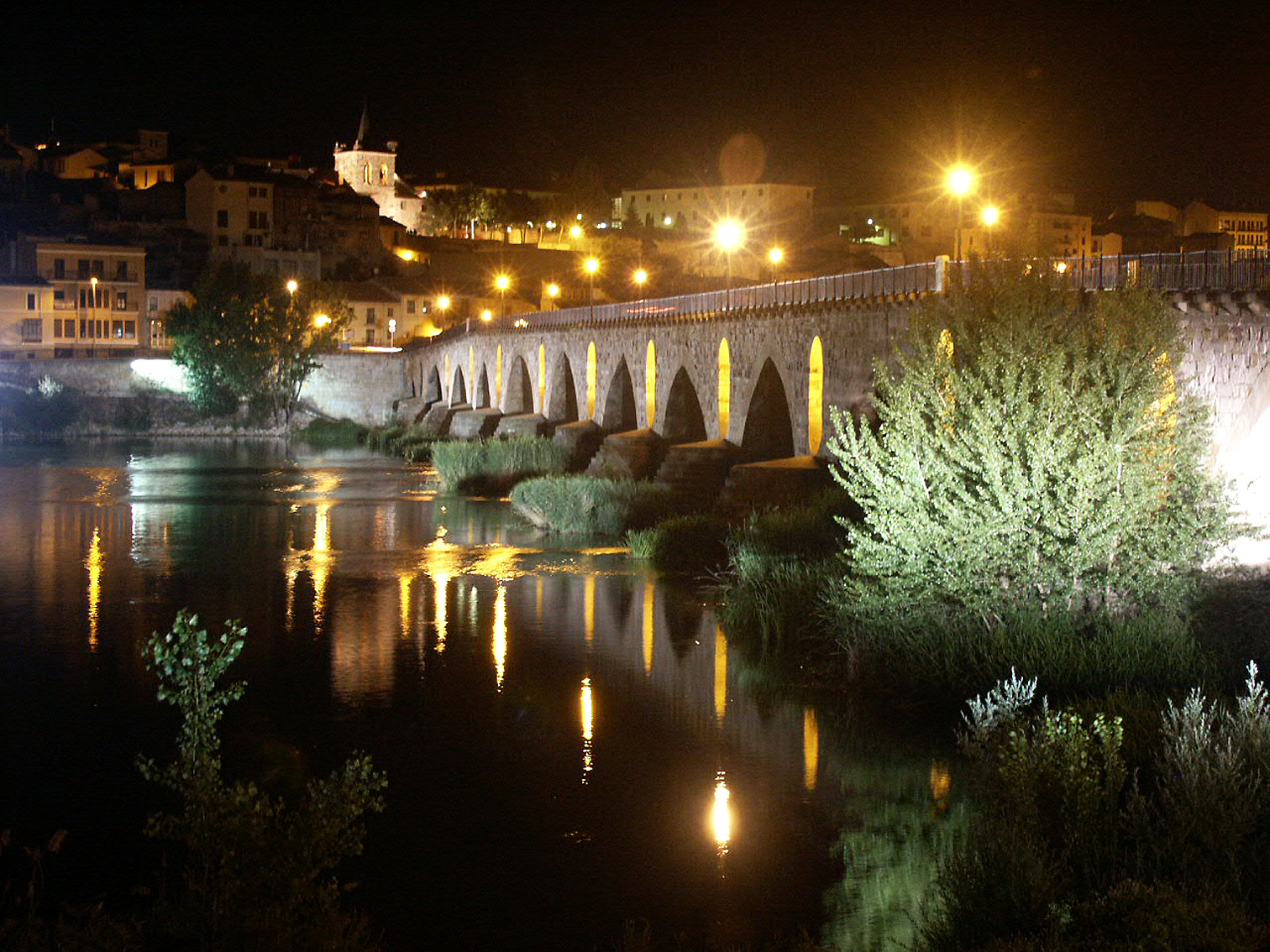
Panorámica nocturna del Puente de Piedra.

Un informe redactado por la Comisión Provincial de Monumentos en 1883 con motivo del derribo de la Puerta de Santa Clara, argumentaba que la ciudad de Zamora careció de puente durante casi tres siglos, existiendo el llamado vado de don García como punto obligado para el cruce del río, situado, según indica el informe, a la altura de la ermita de la Peña de Francia. Este puente romano sería finalmente destruido durante el siglo X, siendo discutida la versión de si lo fue por catástrofe natural o intencionadamente para fortalecer la zona dificultando su acceso. En cualquiera de los casos, este puente nuevo no fue construido como medida de defensa pasiva de la ciudad, dado que era una época en la que Zamora era cabeza de puente en la guerra entre cristianos y musulmanes. Si bien Toledo, Ávila y Salamanca, más al sur ya llevaban reconquistadas más de cien y doscientos años y habían dejado de ser 'cabezas de puente' en la frontera con la España no cristiana, para cuando el puente fue hecho. La primera referencia escrita del puente se remonta al 28 de abril de 1167, cuando el obispo Esteban otorga facultad de edificar la iglesia de San Julián del Mercado (desaparecida en la actualidad) mencionando en dicho documento que la iglesia se encuentra iusta ponte novum. 
Sobre la existencia simultánea de los dos puentes, o de los tres siglos que mediaron entre el derribo de un puente y la construcción del puente nuevo, no parece haber consenso entre los historiadores. Es posible que ambos puentes convivieran juntos, siendo posible que el puente viejo entrase en ruina en el siglo XII, y perviviese como paso muy inestable, salvándose en ocasiones los vanos de los arcos mediante estructuras de madera provisionales hasta 1300. Los historiadores que niegan la convivencia de ambos puentes mencionan que hubo un periodo de tiempo en el que se tuvo que vadear el río por el citado vado de don García. Es decir desde el siglo X que se destruyó el viejo, no se volvió a reconstruir uno nuevo con el objetivo de hacer un defensa pasiva de la ciudad, justo en la época en la que Zamora era una ciudad cercada por los musulmanes del Al-Ándalus. Autores como Fernández Duro, y Ursicino Álvarez, son partidarios de la existencia de un lapso de tiempo entre la destrucción del puente viejo (o romano) y la construcción del románico o nuevo, época en la que sería necesario vadear el río. Para otros, Represa y Ramos de Castro, mantienen y representan simultáneamente ambos puentes.

### Construcción del "Puente Nuevo"

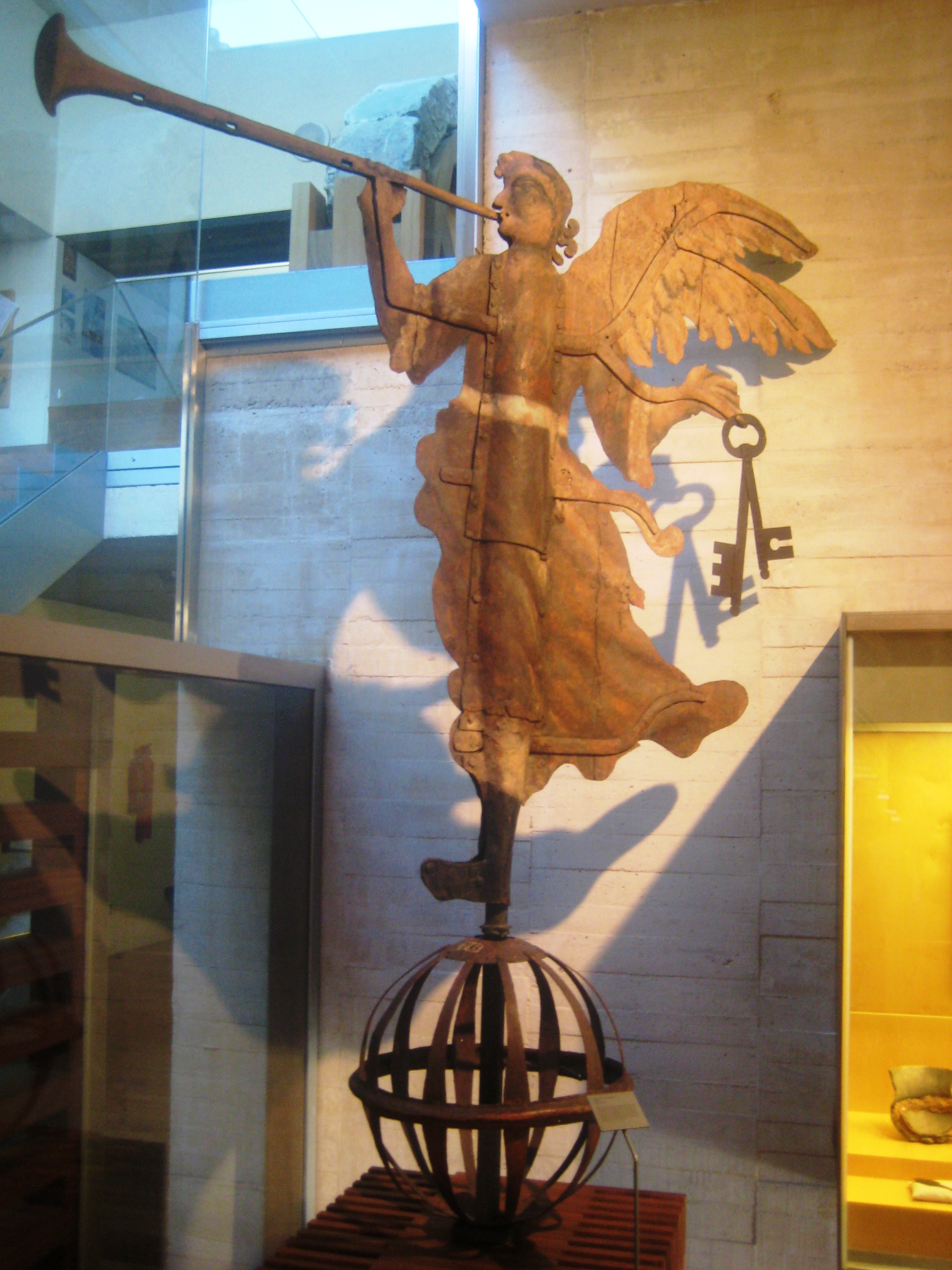
"La Gobierna", veleta que remató desde 1708 la antigua torre que defendía la entrada sur al puente hasta que fue demolida en 1905.

Es cierto es que se tiene constancia de la existencia del puente nuevo o románico desde el año 1167, siendo citado en la documentación de la época como "Pontem Novum". Su construcción fue posiblemente finalizada en el siglo XIII. El diseño del puente responde a los criterios constructivos de la época, con arcos apuntados, de los que se conservan en la actualidad quince. Posee elementos arquitectónicos para contrarrestar el empuje del agua en las crecidas, tales como tajamares, espolones, óculos de alivio y arquillos.
De la forma que poseía el puente en el siglo XVI se dispone, al igual que de otras ciudades españolas, un cuadro detallado del pintor y viajero holandés Anton Van den Wyngaerde datado del año 1570 en el que se representa el puente con dos torreones a ambos lados de la orilla. El cuadro representa, además, un puente con pretiles almenados. A comienzos del siglo XVIII en el chapitel de la torre de la margen izquierda, denominaba de la Gobierna, se ubica una veleta en la cota más elevada de su cubierta (en la actualidad una versión de esta veleta se encuentra en el museo provincial de la ciudad). Las dos torres poseían una altura de tres pisos cada una, y se supone que fueron diseñadas por Juan Antonio Texa. Ambos extremos servían de baluarte de entrada a la ciudad, estando bajo el mando de un alcaide. La función de estas torres era triple, servían como elemento de vigilancia, permitían el control de mercancías y garantizaban el cobro tributario del portazgo. 
Aparece el puente representado en el plano de Blas de Vega del año 1820. En ambas representaciones se puede ver como existía una puerta en forma de arco de acceso al puente: la puerta de Tajamar. Entre esta puerta y el arco existía un tramo oblicuo al eje principal viario del puente. Este tramo oblicuo era habitual en los puentes con carácter defensivo, debido a que obliga a un asaltante enemigo potencial a descubrise, permitiendo una defensa del puente desde su parte central. 
Las frecuentes crecidas han dañado algunos de los ojos del puente. La crecida de 1597 alcanzó a la cota de la iglesia de Santa María de la Horta, sobrepasando metro y medio (Esta cota se alcanzó posteriormente en 1739). Una de las riadas más tristemente famosas ocurrió en el siglo XVII (la de San Policarpo) desbordó algunos de los afluentes del río como el Tormes y causó la rotura del puente de salamanca. En Zamora se repiten otra vez las crecidas en el año 1719, estas fuertes avenidas llegan a dañar las vecinas aceñas de Olivares. Las obras de remodelación del puente eran constantes a lo largo del siglo XIX y su coste suponía un esfuerzo habitual a las arcas del ayuntamiento. 
Durante la Guerra de la Independencia se demolió el vado central con el objeto de evitar el acceso al centro de la ciudad de las tropas napoleónicas procedente del centro de Salamanca. En 1854 se termina la carretera de Salamanca que desemboca en el Puente de Piedra. La aparición del automóvil como medio de transporte supuso un nuevo reto para el puente. El tráfico de personas y vehículos era suficientemente grande como para afrontar reformas en su estructura. Del estado que tenía a finales del siglo XIX hay fotos realizadas por Jean Laurent en la serie de fotografías que realizó en 1870 a lo lago de diversas provincias de España. A finales del siglo XIX el estado del puente era tan preocupante que se decidió cerrarlo al tráfico. Para aliviar el servicio que estaba prestando se construyó otro puente de estructura metálica a escasos metros aguas arriba del Puente Medieval: es el denominado Puente de Hierro obra de Prudencio Guadalajara en 1882 e inaugurado en 1900.

### Remodelación de 1906

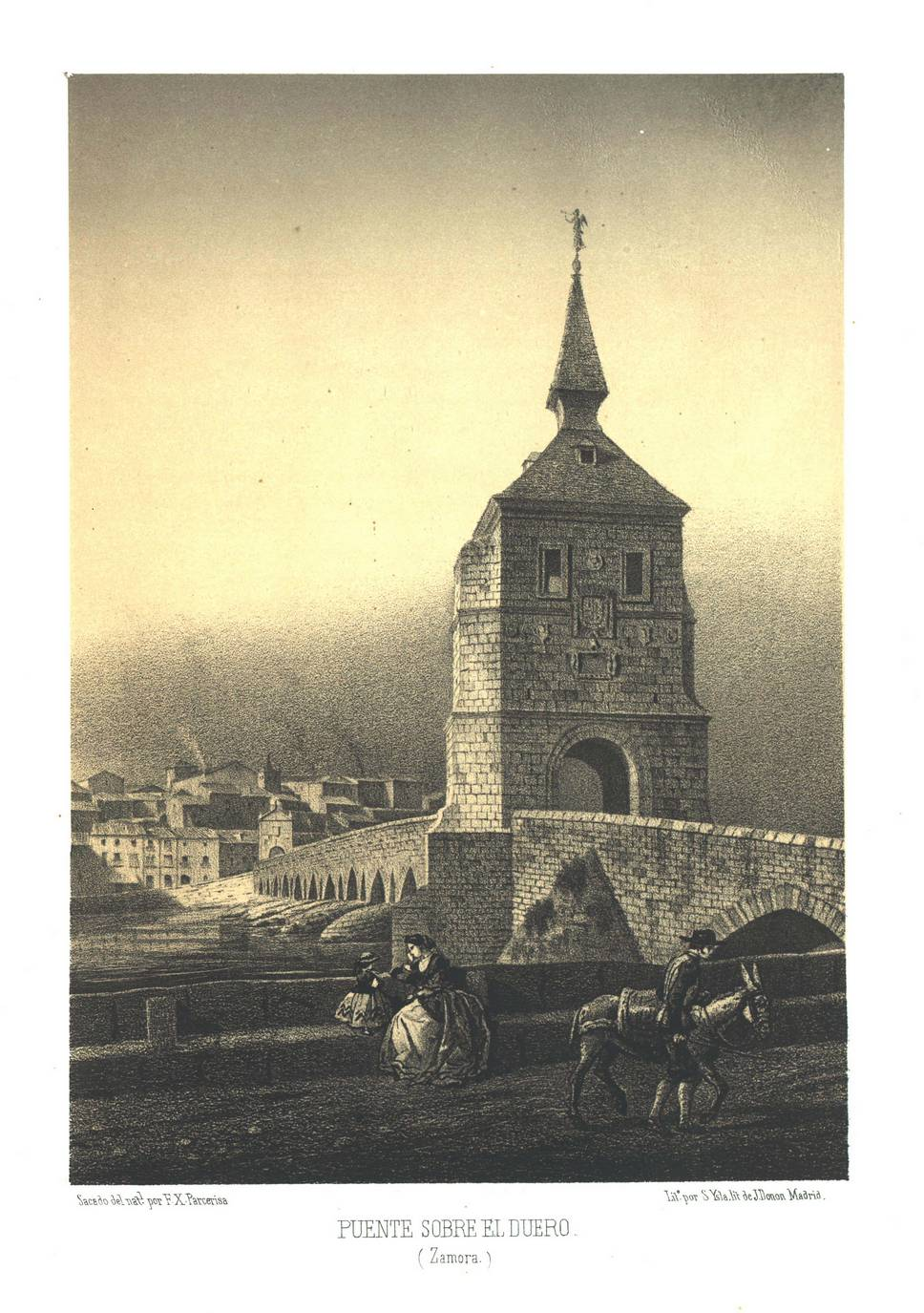
Grabado de Francisco Javier Parcerisa del puente en 1861, mostrando el aspecto que tenía antes de su remodelación.

A lo largo de su historia ha experimentado sucesivas intervenciones debido por un lado a los numerosos desperfectos que causaban las crecidas del Duero, como la acaecida en el año 1556 que arruinó el tablero en varios vanos. A comienzos del siglo XX se abordó profundamente su reforma y saneamiento. Entre los años 1905 y 1907 sufrió la reforma considerada más importante, calificada en el catálogo monumental de Gómez Moreno como "nuevo atentado artístico seguido de impunidad silenciosa". El plan de obras, promovido por el entonces director general de Obras, Federico Requejo y Avedillo, se motivó en la necesidad facilitar el acceso de vehículos por el sur de la ciudad, implicando el mismo la eliminación de tres elementos como son las dos torres de los extremos, la puerta del último recinto amurallado y el petril de piedra almenado. La reforma hizo que se redujera el número de vanos a quince para poder incorporar las rotondas. 
La ejecución del proyecto de remodelación se plantea en una serie consecutiva de once proyectos de la cual el derribo de pretiles y torreones es uno de los primeros en ser ejecutados en 1905. Tras ello se desmontan algunos de los arcos del puente y se reconstruyen de nuevo con material pétreo de nueva cantera. Con el objeto de mejorar el caudal del río en las grandes avenidas se amplía la sección eficaz de los aliviaderos (óculos de alivio), haciendo que el uso de mampostería se reduzca en los arcos. La puerta de Tajamar en el norte se desmonta y se substituye finalmente por una rotonda de acceso. Esta última operación hace desaparecer el arco sexagésimo pasando a la configuración actual de quince arcos. De esta obra de remodelación sorprende que no se emplee la vieja fábrica en la nueva, como es habitual en las restauraciones.
Ya a mediados del siglo XX el puente sufre otras reformas como el asfaltado del tablero, para poder acomodarse a la nueva forma de transporte que supone el vehículo. Esta reforma mejoró las prestaciones de tránsito por el puente, mientras que se pierden las capacidades de drenaje diseñadas previamente por Luis de Justo.

## Descripción
La construcción del puente se hizo con el objetivo de unir el arrabal de San Frontis con el núcleo urbano del primer recinto. El puente medieval llegó a tener veintidós arcos apuntados (en la actualidad posee solo quince), y conserva los arquillos de aligeramiento (aliviaderos) sobre las pilas, aunque en una intervención a principios del siglo XX se cambió la forma de los aligeramientos, introduciendo un arco invertido inferior que desfigura la imagen original. En esta intervención se suprimieron las torres que tenía el puente en los dos extremos, para facilitar el tráfico sobre él. Las dos torres controlaban el acceso al puente. La función de estas torres era triple, servían como elemento de vigilancia, permitían el control de mercancías y garantizaban el cobro tributario del portazgo. Los pretiles del puente tenían almenas. Las torres y las almenas fueron retiradas en la restauración de comienzos del siglo XX diseñada por el Ingeniero de Caminos Luis de Justo. El puente que se conoce a comienzos del siglo XXI conserva del anterior a la intervención de Luis de Justo únicamente las bóvedas de los arcos y las pilas, aunque éstas muy reformadas.